# Ripley (Mississipi)
Ripley és una població dels Estats Units a l'estat de Mississipi. Segons el cens del 2000 tenia 5.478 habitants.

## Demografia
Segons el cens del 2000, Ripley tenia 5.478 habitants, 2.174 habitatges, i 1.441 famílies. La densitat de població era de 184,1 habitants per km².
Dels 2.174 habitatges en un 32% hi vivien nens de menys de 18 anys, en un 47% hi vivien parelles casades, en un 15,2% dones solteres, i en un 33,7% no eren unitats familiars. En el 30,5% dels habitatges hi vivien persones soles el 14,4% de les quals corresponia a persones de 65 anys o més que vivien soles. El nombre mitjà de persones vivint en cada habitatge era de 2,41 i el nombre mitjà de persones que vivien en cada família era de 2,99.
Per edats la població es repartia de la següent manera: un 24,5% tenia menys de 18 anys, un 10,7% entre 18 i 24, un 26,4% entre 25 i 44, un 20,4% de 45 a 60 i un 18% 65 anys o més.
L'edat mediana era de 36 anys. Per cada 100 dones de 18 o més anys hi havia 81,3 homes.
La renda mediana per habitatge era de 25.728 $ i la renda mediana per família de 31.174 $. Els homes tenien una renda mediana de 26.275 $ mentre que les dones 20.160 $. La renda per capita de la població era de 12.979 $. Entorn del 18,3% de les famílies i el 21% de la població estaven per davall del llindar de pobresa.

## Poblacions més properes
El següent diagrama mostra les poblacions més properes.